# Généralité de Montpellier
1542–1790
(483 ans)
Entités précédentes :
- Création

Entités suivantes :
- Hérault
- Aude
- Gard
- Lozère
- Ardèche

La généralité de Montpellier est une circonscription administrative de France créée en 1542. Montpellier fut siège d'une des dix-sept recettes générales créées par Henri II et confiées à des trésoriers généraux (Édit donné à Blois en janvier 1551).
Elle se composait de douze diocèses civils ou recettes ; vingt subdélégations d'intendance.
- Diocèse civil d'Agde : Subdélégation d'Agde
- Diocèse civil d'Alès : Subdélégation d'Alès ; Subdélégation d'Aubenas ; Subdélégation de Bagnols-sur-Cèze ; Subdélégation de Barre (des Cévennes) ; Subdélégation de Beaucaire
- Diocèse civil de Béziers : Subdélégation de Béziers
- Diocèse civil de Lodève : Subdélégation de Lodève ; Subdélégation de Lunel
- Diocèse civil de Mende : Subdélégation de Mende
- Diocèse civil de Montpellier : Subdélégation de Montpellier
- Diocèse civil de Narbonne : Subdélégation de Narbonne
- Diocèse civil de Nîmes : Subdélégation de Nîmes
- Diocèse civil du Puy : *Subdélégation du Puy ; Subdélégation de Pézenas
- Diocèse civil de Saint-Pons : Subdélégation de Saint-Pons ; Subdélégation de Sète ; Subdélégation de Tournon
- Diocèse civil d'Uzès : Subdélégation d'Uzès ; Subdélégation de Le Vigan
- Diocèse civil de Viviers